# Цховребов, Альберт Иналович
Альберт Иналович Цховребов (1 мая 1993) — российский футболист, защитник.

## Биография
Начал заниматься футболом в секции владикавказского «Спартака». Потом перешёл в «ФАЮР-Союз», в команду 1993 года рождения. После распада команды отыграл за «Спартак» в двух чемпионатах России в своем возрасте. Затем играл в чемпионате Северной Осетии за «Аланию-3». В 2010 году был заявлен за дубль, в сезоне 2011/12 провёл 7 игр в ФНЛ и 8 игр во втором дивизионе за «Аланию-Д». В следующем сезоне сыграл 23 игры, забил три гола в первенстве молодёжных команд. В сезоне 2013/14 в ФНЛ провёл 20 игр, забил один мяч. В феврале 2014 года на правах свободного агента перешёл в клуб ПФЛ «Тосно»: за 1,5 сезона сыграл 16 игр, забил один гол. В июне 2015 перешёл в клуб «Шукура» Кобулети из чемпионата Грузии, провёл семь матчей. В феврале 2016 перешёл в красноярский «Енисей».
В 2016 году перешёл в клуб «Кубань Холдинг» из Павловской. В чемпионате Краснодарского края сезона 2017 года в 20 играх забил три мяча, стал победителем первенства и вошёл в символическую сборную. В 2018 году провёл 11 матчей за клуб «Рустави», после чего вернулся в «Кубань Холдинг», в составе которого в том же году принял участие в кубке России сезона 2018/19. 8 ноября 2022 года был исключён из заявки павловского коллектива.